# Domenico Caliandro
Domenico Caliandro (Ceglie Messapica, 5 settembre 1947) è un arcivescovo cattolico italiano, dal 9 dicembre 2022 arcivescovo emerito di Brindisi-Ostuni.

## Biografia
Nasce a Ceglie Messapica, in provincia di Brindisi e diocesi di Oria, il 5 settembre 1947.

### Formazione e ministero sacerdotale
Consegue la maturità classica presso il Pontificio Seminario Regionale Pugliese "Pio XI" di Molfetta e, dopo l'anno filosofico passato al Seminario Romano Maggiore, continua gli studi nella Pontificia Università Lateranense, ottenendo nel 1971 la licenza in Sacra teologia e nel 1988 il dottorato.
È ordinato diacono il 31 ottobre 1970 e presbitero il 18 marzo 1971.
È educatore del Pontificio Seminario Romano Maggiore dal 1971 al 1974. È nominato cappellano di Sua Santità il 6 marzo 1986.
Si laurea in filosofia presso l'Università statale di Bari nel 1986.

### Ministero episcopale
Il 23 aprile 1993 papa Giovanni Paolo II lo nomina vescovo di Ugento-Santa Maria di Leuca; succede all'arcivescovo Mario Miglietta, precedentemente dimessosi per motivi di salute. Il 28 giugno seguente riceve l'ordinazione episcopale, nel seminario vescovile di Oria, dal vescovo di Oria Armando Franco, co-consacranti Andrea Mariano Magrassi, arcivescovo metropolita di Bari-Bitonto, e Cosmo Francesco Ruppi, arcivescovo metropolita di Lecce.
Il 13 maggio 2000 è trasferito, dallo stesso papa, come vescovo di Nardò-Gallipoli, sede di cui era già amministratore apostolico dal 12 luglio precedente, a seguito della scomparsa del vescovo Vittorio Fusco. Il 3 luglio 2000 prende possesso della diocesi, nella cattedrale di Nardò.
Il 20 ottobre 2012 papa Benedetto XVI lo nomina arcivescovo di Brindisi-Ostuni; succede a Rocco Talucci, dimessosi per raggiunti limiti di età. Il 5 gennaio 2013 prende possesso dell'arcidiocesi, nella cattedrale di Brindisi.
Presso la Conferenza episcopale pugliese è presidente della Commissione episcopale per la dottrina della fede, l'annuncio e la catechesi nonché delegato per la catechesi.
L'8 dicembre 2022 l'arcidiocesi di Brindisi-Ostuni dirama un comunicato stampa, riguardante le apparizioni di Jaddico, nel quale si afferma che "I fedeli di Brindisi possono riconoscere ora a tutti gli effetti di essere stati visitati dalla Beata Vergine Maria".
Il 9 dicembre 2022 papa Francesco accoglie la sua rinuncia, presentata per raggiunti limiti di età, al governo pastorale dell'arcidiocesi di Brindisi-Ostuni; gli succede Giovanni Intini, fino ad allora vescovo di Tricarico. Rimane amministratore apostolico dell'arcidiocesi fino all'ingresso del successore, avvenuto il 10 febbraio 2023.

## Genealogia episcopale e successione apostolica
La genealogia episcopale è:
- Cardinale Scipione Rebiba
- Cardinale Giulio Antonio Santori
- Cardinale Girolamo Bernerio, O.P.
- Arcivescovo Galeazzo Sanvitale
- Cardinale Ludovico Ludovisi
- Cardinale Luigi Caetani
- Cardinale Ulderico Carpegna
- Cardinale Paluzzo Paluzzi Altieri degli Albertoni
- Papa Benedetto XIII
- Papa Benedetto XIV
- Papa Clemente XIII
- Cardinale Marcantonio Colonna
- Cardinale Giacinto Sigismondo Gerdil, B.
- Cardinale Giulio Maria della Somaglia
- Cardinale Carlo Odescalchi, S.I.
- Cardinale Costantino Patrizi Naro
- Cardinale Lucido Maria Parocchi
- Papa Pio X
- Papa Benedetto XV
- Papa Pio XII
- Cardinale Carlo Confalonieri
- Cardinale Corrado Ursi
- Vescovo Armando Franco
- Arcivescovo Domenico Caliandro

La successione apostolica è:
- Vescovo Fabio Ciollaro (2022)